# Alphabetische Liste der Asteroiden/1994 und 1995
Um die Liste der Asteroiden ohne Eigennamen nicht zu überfluten, sind nur die Asteroiden bis Nummer 20000 komplett. Asteroiden mit höherer oder ohne Nummer sollten nur eingetragen werden, wenn sie einen Artikel haben oder eine Besonderheit darstellen.
Die Sortierung erfolgt nach der Bezeichnung hinter der Asteroidennummer.

## 1994

### 1994 A bis P
| A bis H           | A bis H                  |
| Nummer und Name   | Orbittyp                 |
| ----------------- | ------------------------ |
| (17558) 1994 AA1  | Hauptgürtel              |
| (18428) 1994 AC1  | Hauptgürtel              |
| (13590) 1994 AC3  | äußerer Hauptgürtel      |
| (17560) 1994 AD3  | Hauptgürtel              |
| (17561) 1994 AE11 | Hauptgürtel              |
| (15801) 1994 AF   | Hauptgürtel              |
| 0(8201) 1994 AH2  | Apollo-Typ               |
| 0(9978) 1994 AJ1  | Hauptgürtel              |
| (11951) 1994 AJ3  | äußerer Hauptgürtel      |
| 0(7138) 1994 AK15 | Hauptgürtel              |
| 0(5856) 1994 AL2  | Hauptgürtel              |
| 0(8705) 1994 AL3  | Hauptgürtel              |
| (19239) 1994 AM2  | Hauptgürtel              |
| (11952) 1994 AM3  | Hauptgürtel              |
| (18429) 1994 AO1  | Hauptgürtel              |
| (19237) 1994 AP   | Hauptgürtel              |
| (17559) 1994 AR1  | Hauptgürtel              |
| (11312) 1994 AR2  | Hauptgürtel              |
| (16670) 1994 AS2  | Hauptgürtel              |
| (12767) 1994 AS   | Hauptgürtel              |
| (10565) 1994 AT1  | Hauptgürtel              |
| (15802) 1994 AT2  | Hauptgürtel              |
| (19238) 1994 AV1  | Hauptgürtel              |
| 0(8042) 1994 AX2  | Hauptgürtel              |
| (17557) 1994 AX   | Hauptgürtel              |
| (18427) 1994 AY   | Hauptgürtel              |
| (19240) 1994 AZ10 | Hauptgürtel              |
| (13591) 1994 BC1  | Hauptgürtel              |
| (16673) 1994 BF1  | Hauptgürtel              |
| (17562) 1994 BG4  | Hauptgürtel              |
| (19241) 1994 BH4  | Hauptgürtel              |
| (16674) 1994 BK3  | Hauptgürtel              |
| (14918) 1994 BP4  | Hauptgürtel              |
| (11953) 1994 BW   | Hauptgürtel              |
| (11954) 1994 BY   | Hauptgürtel              |
| (19242) 1994 CB1  | Hauptgürtel              |
| (16678) 1994 CC18 | Hauptgürtel              |
| (17566) 1994 CE11 | Hauptgürtel              |
| (15340) 1994 CE14 | Hauptgürtel              |
| (14478) 1994 CF2  | Hauptgürtel              |
| (17565) 1994 CG2  | Hauptgürtel              |
| (18432) 1994 CJ2  | Hauptgürtel              |
| (10145) 1994 CK1  | Apollo-Typ               |
| (11576) 1994 CL   | Hauptgürtel              |
| 0(8884) 1994 CM2  | Hauptgürtel              |
| (14477) 1994 CN   | Hauptgürtel              |
| 0(7352) 1994 CO   | Jupiter-Trojaner         |
| 0(5925) 1994 CP1  | Hauptgürtel              |
| 0(6503) 1994 CP   | Hauptgürtel              |
| (17564) 1994 CQ1  | Hauptgürtel              |
| 0(8547) 1994 CQ   | Hauptgürtel              |
| (10836) 1994 CS2  | Hauptgürtel              |
| (11089) 1994 CS8  | Jupiter-Trojaner         |
| 0(7598) 1994 CS   | Hauptgürtel              |
| (16677) 1994 CT11 | Hauptgürtel              |
| (15341) 1994 CV16 | Hauptgürtel              |
| (19244) 1994 CX12 | Hauptgürtel              |
| 0(8708) 1994 DD   | Hauptgürtel              |
| (11957) 1994 DS   | Hauptgürtel              |
| 0(7479) 1994 EC1  | Hauptgürtel              |
| (19245) 1994 EL2  | Hauptgürtel              |
| (19246) 1994 EL7  | Hauptgürtel              |
| (12768) 1994 EQ1  | Hauptgürtel              |
| (16679) 1994 EQ2  | Hauptgürtel              |
| (18433) 1994 EQ   | Hauptgürtel              |
| 0(6028) 1994 ER1  | Hauptgürtel              |
| (16681) 1994 EV7  | innerer Hauptgürtel      |
| 0(9075) 1994 GD9  | Hauptgürtel              |
| (12770) 1994 GF   | Hauptgürtel              |
| 0(8402) 1994 GH9  | Hauptgürtel              |
| (12371) 1994 GL9  | Hauptgürtel              |
| (12772) 1994 GM1  | Hauptgürtel              |
| (17568) 1994 GT8  | Hauptgürtel              |
| (15807) 1994 GV9  | Transneptunisches Objekt |
| (30945) 1994 GW9  | Hauptgürtel              |
| (18435) 1994 GW10 | Hauptgürtel              |
| 0(6668) 1994 GY8  | Hauptgürtel              |
| (18436) 1994 GY10 | Hauptgürtel              |
| (11960) 1994 HA   | Hauptgürtel              |
| (11093) 1994 HD   | Hauptgürtel              |

| I bis P           | I bis P                  |
| Nummer und Name   | Orbittyp                 |
| ----------------- | ------------------------ |
| 0(7783) 1994 JD   | innerer Hauptgürtel      |
| (18438) 1994 JM6  | Hauptgürtel              |
| 0(6874) 1994 JO1  | Marsbahnkreuzer          |
| (16684) 1994 JQ1  | Transneptunisches Objekt |
| (18437) 1994 JR   | Hauptgürtel              |
| (15809) 1994 JS   | Transneptunisches Objekt |
| (16685) 1994 JU8  | Hauptgürtel              |
| (13592) 1994 JU   | Hauptgürtel              |
| (10571) 1994 LA1  | Hauptgürtel              |
| (17569) 1994 LB8  | Hauptgürtel              |
| (18439) 1994 LJ1  | Hauptgürtel              |
| (19247) 1994 LO1  | innerer Hauptgürtel      |
| (10840) 1994 LR   | Hauptgürtel              |
| 0(7889) 1994 LX   | Apollo-Typ               |
| 0(7839) 1994 ND   | Amor-Typ                 |
| (13593) 1994 NF1  | Hauptgürtel              |
| 0(9390) 1994 NJ1  | Hauptgürtel              |
| (12375) 1994 NO1  | Hauptgürtel              |
| 0(7200) 1994 NO   | Hauptgürtel              |
| (17570) 1994 NQ   | Hauptgürtel              |
| (14017) 1994 NS   | Marsbahnkreuzer          |
| (18440) 1994 NV1  | Hauptgürtel              |
| (15344) 1994 PA2  | Hauptgürtel              |
| (13604) 1994 PA39 | Hauptgürtel              |
| (15343) 1994 PB1  | Hauptgürtel              |
| 0(9078) 1994 PB2  | Hauptgürtel              |
| 0(7482) 1994 PC1  | Apollo-Typ               |
| (13594) 1994 PC2  | Hauptgürtel              |
| (18445) 1994 PC12 | Hauptgürtel              |
| (13596) 1994 PD18 | Hauptgürtel              |
| (17577) 1994 PD38 | Hauptgürtel              |
| (14020) 1994 PE18 | Hauptgürtel              |
| (14920) 1994 PE33 | Hauptgürtel              |
| (18441) 1994 PE   | Hauptgürtel              |
| (19250) 1994 PF26 | Hauptgürtel              |
| (18450) 1994 PG27 | Hauptgürtel              |
| (13597) 1994 PH18 | Hauptgürtel              |
| (17573) 1994 PJ13 | äußerer Hauptgürtel      |
| (18442) 1994 PK3  | Hauptgürtel              |
| (15345) 1994 PK11 | Hauptgürtel              |
| (14482) 1994 PK15 | Hauptgürtel              |
| (13595) 1994 PL3  | Hauptgürtel              |
| (16686) 1994 PL9  | Hauptgürtel              |
| (18444) 1994 PL10 | Hauptgürtel              |
| (15813) 1994 PL12 | Hauptgürtel              |
| (14021) 1994 PL20 | Hauptgürtel              |
| (17576) 1994 PL25 | Hauptgürtel              |
| (13600) 1994 PL26 | Hauptgürtel              |
| (18452) 1994 PL33 | Hauptgürtel              |
| (14018) 1994 PM14 | Hauptgürtel              |
| (18446) 1994 PN13 | Hauptgürtel              |
| (16687) 1994 PN20 | Hauptgürtel              |
| (16688) 1994 PN21 | Hauptgürtel              |
| (10150) 1994 PN   | Amor-Typ                 |
| (14481) 1994 PO12 | Hauptgürtel              |
| (19249) 1994 PO25 | Hauptgürtel              |
| (11961) 1994 PO   | Hauptgürtel              |
| (14019) 1994 PP16 | Hauptgürtel              |
| (12377) 1994 PP   | Hauptgürtel              |
| (17575) 1994 PQ14 | Hauptgürtel              |
| (13124) 1994 PS   | Hauptgürtel              |
| (17574) 1994 PT13 | Hauptgürtel              |
| (19248) 1994 PT   | Hauptgürtel              |
| (14480) 1994 PU1  | Hauptgürtel              |
| (18447) 1994 PU13 | Hauptgürtel              |
| (13601) 1994 PU29 | Hauptgürtel              |
| (14484) 1994 PU32 | Hauptgürtel              |
| (13603) 1994 PV37 | Hauptgürtel              |
| (15816) 1994 PV39 | Hauptgürtel              |
| (17571) 1994 PV   | Hauptgürtel              |
| (18443) 1994 PW8  | Hauptgürtel              |
| (18448) 1994 PW17 | Hauptgürtel              |
| (14022) 1994 PW27 | Hauptgürtel              |
| (17572) 1994 PX11 | Hauptgürtel              |
| (15814) 1994 PX12 | Hauptgürtel              |
| (14023) 1994 PX31 | Hauptgürtel              |
| (11962) 1994 PX   | Hauptgürtel              |
| (15815) 1994 PY18 | Hauptgürtel              |
| (13598) 1994 PY19 | Hauptgürtel              |
| (14483) 1994 PZ22 | Hauptgürtel              |
| (18451) 1994 PZ27 | Hauptgürtel              |
| (15812) 1994 PZ   | Hauptgürtel              |

### 1994 Q bis Z
| Q bis U           | Q bis U                  |
| Nummer und Name   | Orbittyp                 |
| ----------------- | ------------------------ |
| (14921) 1994 QA   | Hauptgürtel              |
| (17578) 1994 QQ   | Hauptgürtel              |
| (13134) 1994 QR   | Hauptgürtel              |
| 0(9396) 1994 QT   | Hauptgürtel              |
| 0(7785) 1994 QW   | Hauptgürtel              |
| (13135) 1994 QX   | Hauptgürtel              |
| 0(9779) 1994 RA11 | Hauptgürtel              |
| (19252) 1994 RG7  | Hauptgürtel              |
| (14485) 1994 RK11 | Hauptgürtel              |
| 0(7662) 1994 RM1  | äußerer Hauptgürtel      |
| 0(7709) 1994 RN1  | Hauptgürtel              |
| (19253) 1994 RN28 | Hauptgürtel              |
| 0(6926) 1994 RO11 | Hauptgürtel              |
| (11096) 1994 RU1  | Hauptgürtel              |
| 0(7663) 1994 RX1  | Hauptgürtel              |
| 0(9643) 1994 RX   | Hauptgürtel              |
| 0(9881) 1994 SE   | Marsbahnkreuzer          |
| (14922) 1994 TA3  | Hauptgürtel              |
| 0(7786) 1994 TB15 | Hauptgürtel              |
| (15820) 1994 TB   | Transneptunisches Objekt |
| (14488) 1994 TF15 | Hauptgürtel              |
| 0(9401) 1994 TS3  | Hauptgürtel              |
| 0(9883) 1994 TU1  | Hauptgürtel              |
| (14923) 1994 TU3  | Hauptgürtel              |
| (15822) 1994 TV15 | innerer Hauptgürtel      |
| 0(9400) 1994 TW1  | Amor-Typ                 |
| (11586) 1994 UA2  | Hauptgürtel              |
| (13613) 1994 UA3  | Hauptgürtel              |
| (14029) 1994 UC1  | Hauptgürtel              |
| (10362) 1994 UC2  | Hauptgürtel              |
| (11097) 1994 UD1  | äußerer Hauptgürtel      |
| 0(7841) 1994 UE1  | Hauptgürtel              |
| 0(6985) 1994 UF2  | Hauptgürtel              |
| (11587) 1994 UH2  | Hauptgürtel              |
| (13136) 1994 UJ1  | Hauptgürtel              |
| (11971) 1994 UJ2  | Hauptgürtel              |
| (15348) 1994 UJ   | Hauptgürtel              |
| 0(9209) 1994 UK1  | Hauptgürtel              |
| (13611) 1994 UM1  | Hauptgürtel              |
| 0(9402) 1994 UN1  | äußerer Hauptgürtel      |
| (15823) 1994 UO1  | Hauptgürtel              |
| (12385) 1994 UO   | Hauptgürtel              |
| (14030) 1994 UP1  | Hauptgürtel              |
| (10363) 1994 UP11 | Hauptgürtel              |
| (13612) 1994 UQ1  | Hauptgürtel              |
| 0(9404) 1994 UQ11 | Hauptgürtel              |
| 0(7601) 1994 US1  | Hauptgürtel              |
| (14490) 1994 US2  | Hauptgürtel              |
| (13137) 1994 UT1  | Hauptgürtel              |
| (14489) 1994 UW   | Hauptgürtel              |
| (15349) 1994 UX1  | Hauptgürtel              |
| (10842) 1994 UY1  | Hauptgürtel              |

| V bis Z          | V bis Z                  |
| Nummer und Name  | Orbittyp                 |
| ---------------- | ------------------------ |
| (13138) 1994 VA  | Hauptgürtel              |
| (15352) 1994 VB7 | Hauptgürtel              |
| (13139) 1994 VD2 | Hauptgürtel              |
| (17581) 1994 VE1 | Hauptgürtel              |
| (13614) 1994 VF2 | Hauptgürtel              |
| (12778) 1994 VJ1 | Hauptgürtel              |
| 0(6930) 1994 VJ3 | Hauptgürtel              |
| (19255) 1994 VK8 | Transneptunisches Objekt |
| (11972) 1994 VK  | Hauptgürtel              |
| (14492) 1994 VM6 | Hauptgürtel              |
| (11973) 1994 VN  | Hauptgürtel              |
| (16692) 1994 VO1 | Hauptgürtel              |
| (16691) 1994 VS  | Hauptgürtel              |
| 0(9979) 1994 VT  | Hauptgürtel              |
| (17580) 1994 VV  | Hauptgürtel              |
| (14491) 1994 VY2 | Hauptgürtel              |
| (14924) 1994 VZ  | Hauptgürtel              |
| (19256) 1994 WA4 | Hauptgürtel              |
| (12390) 1994 WB1 | Marsbahnkreuzer          |
| 0(6988) 1994 WE3 | Hauptgürtel              |
| 0(9406) 1994 WG2 | Hauptgürtel              |
| 0(7962) 1994 WG3 | Hauptgürtel              |
| (11589) 1994 WG  | äußerer Hauptgürtel      |
| 0(8105) 1994 WH2 | Hauptgürtel              |
| (11590) 1994 WH3 | Hauptgürtel              |
| (14930) 1994 WL3 | Hauptgürtel              |
| (17582) 1994 WL  | Hauptgürtel              |
| (15824) 1994 WM1 | Hauptgürtel              |
| (14928) 1994 WN1 | Hauptgürtel              |
| 0(7033) 1994 WN2 | Hauptgürtel              |
| (14929) 1994 WP1 | Hauptgürtel              |
| (14493) 1994 WP3 | Hauptgürtel              |
| 0(9644) 1994 WQ3 | Hauptgürtel              |
| (12392) 1994 WR2 | Hauptgürtel              |
| (14931) 1994 WR3 | Hauptgürtel              |
| (12389) 1994 WU  | Hauptgürtel              |
| (17583) 1994 WV2 | Hauptgürtel              |
| (13141) 1994 WW2 | Hauptgürtel              |
| 0(6425) 1994 WZ3 | Hauptgürtel              |
| (17584) 1994 XF1 | Hauptgürtel              |
| (13616) 1994 XQ4 | Hauptgürtel              |
| 0(7893) 1994 XY  | Hauptgürtel              |
| (11318) 1994 XZ4 | Marsbahnkreuzer          |
| (12779) 1994 YA1 | Hauptgürtel              |
| (13617) 1994 YA2 | Hauptgürtel              |
| (12393) 1994 YC1 | Hauptgürtel              |
| (17585) 1994 YC4 | Hauptgürtel              |
| (14932) 1994 YC  | Hauptgürtel              |
| 0(7843) 1994 YE1 | Hauptgürtel              |
| (10843) 1994 YF2 | Hauptgürtel              |
| 0(7069) 1994 YG2 | Hauptgürtel              |
| (10574) 1994 YH1 | Hauptgürtel              |
| (14494) 1994 YJ2 | Hauptgürtel              |
| (13142) 1994 YM2 | Hauptgürtel              |
| (15354) 1994 YN1 | Hauptgürtel              |
| 0(6934) 1994 YN2 | Hauptgürtel              |
| 0(7070) 1994 YO2 | Hauptgürtel              |
| (15826) 1994 YO  | Hauptgürtel              |
| (14033) 1994 YR  | Hauptgürtel              |
| 0(7034) 1994 YT2 | Hauptgürtel              |
| (10575) 1994 YV1 | Hauptgürtel              |
| (14933) 1994 YX  | Hauptgürtel              |

## 1995

### 1995 A bis T
| A bis E           | A bis E                  |
| Nummer und Name   | Orbittyp                 |
| ----------------- | ------------------------ |
| (10845) 1995 AA1  | Hauptgürtel              |
| (13143) 1995 AF   | Hauptgürtel              |
| (10844) 1995 AG   | Hauptgürtel              |
| 0(9887) 1995 AH   | Hauptgürtel              |
| (16694) 1995 AJ   | Hauptgürtel              |
| (14495) 1995 AK1  | Hauptgürtel              |
| 0(8404) 1995 AN   | innerer Hauptgürtel      |
| (15827) 1995 AO1  | Hauptgürtel              |
| (17586) 1995 AT2  | Hauptgürtel              |
| (10846) 1995 AW2  | Hauptgürtel              |
| (11319) 1995 AZ   | Hauptgürtel              |
| (15829) 1995 BA1  | Hauptgürtel              |
| 0(9787) 1995 BA3  | Hauptgürtel              |
| (10848) 1995 BD1  | Hauptgürtel              |
| (17587) 1995 BD   | äußerer Hauptgürtel      |
| (18454) 1995 BF1  | Hauptgürtel              |
| (13618) 1995 BF2  | Hauptgürtel              |
| (15831) 1995 BG3  | Hauptgürtel              |
| (17588) 1995 BH2  | Hauptgürtel              |
| 0(7071) 1995 BH4  | Hauptgürtel              |
| 0(9410) 1995 BJ1  | äußerer Hauptgürtel      |
| 0(6993) 1995 BJ4  | Hauptgürtel              |
| (13144) 1995 BJ   | Hauptgürtel              |
| (14496) 1995 BK4  | Hauptgürtel              |
| (10165) 1995 BL2  | Apollo-Typ               |
| 0(7667) 1995 BL3  | Hauptgürtel              |
| 0(6347) 1995 BM4  | Hauptgürtel              |
| (10849) 1995 BO1  | Hauptgürtel              |
| (14935) 1995 BP1  | Hauptgürtel              |
| (14934) 1995 BP   | Hauptgürtel              |
| 0(9980) 1995 BQ3  | Hauptgürtel              |
| (12394) 1995 BQ   | Hauptgürtel              |
| 0(8107) 1995 BR4  | Hauptgürtel              |
| (17589) 1995 BR10 | Hauptgürtel              |
| (14936) 1995 BU2  | Hauptgürtel              |
| 0(6994) 1995 BV4  | Hauptgürtel              |
| 0(9646) 1995 BV   | äußerer Hauptgürtel      |
| (15830) 1995 BW1  | Hauptgürtel              |
| 0(9210) 1995 BW2  | Hauptgürtel              |
| (14034) 1995 BW   | Hauptgürtel              |
| (11320) 1995 BY   | Hauptgürtel              |
| (15832) 1995 CB1  | Hauptgürtel              |
| 0(9888) 1995 CD   | Hauptgürtel              |
| (10851) 1995 CE   | Hauptgürtel              |
| (17590) 1995 CG   | innerer Hauptgürtel      |
| 0(6348) 1995 CH1  | Hauptgürtel              |
| 0(9982) 1995 CH   | Hauptgürtel              |
| (14035) 1995 CJ   | Hauptgürtel              |
| (10852) 1995 CK   | Hauptgürtel              |
| (15833) 1995 CL1  | Hauptgürtel              |
| (16697) 1995 CQ   | Hauptgürtel              |
| (10853) 1995 CW   | Hauptgürtel              |
| (16698) 1995 CX   | Hauptgürtel              |
| (15836) 1995 DA2  | Transneptunisches Objekt |
| (16699) 1995 DC   | Hauptgürtel              |
| 0(7964) 1995 DD2  | Hauptgürtel              |
| (14497) 1995 DD   | Hauptgürtel              |
| (15356) 1995 DE   | Hauptgürtel              |
| (18455) 1995 DF   | Hauptgürtel              |
| (17591) 1995 DG   | Hauptgürtel              |
| (13619) 1995 DN1  | Hauptgürtel              |
| (14938) 1995 DN   | Hauptgürtel              |
| (10854) 1995 DO1  | Hauptgürtel              |
| (10855) 1995 DR1  | Hauptgürtel              |
| (17592) 1995 DR   | Hauptgürtel              |
| (19257) 1995 DS5  | Hauptgürtel              |
| (17593) 1995 DV   | Hauptgürtel              |
| (17594) 1995 DX5  | Hauptgürtel              |
| (15835) 1995 DY   | Hauptgürtel              |
| (16702) 1995 DZ8  | Hauptgürtel              |
| (12781) 1995 EA8  | Hauptgürtel              |
| 0(8211) 1995 EB1  | Hauptgürtel              |
| (13148) 1995 EF   | Hauptgürtel              |
| (17595) 1995 EO   | Hauptgürtel              |
| (17596) 1995 EP1  | Hauptgürtel              |

| F bis T           | F bis T                  |
| Nummer und Name   | Orbittyp                 |
| ----------------- | ------------------------ |
| (11975) 1995 FA1  | Hauptgürtel              |
| (18459) 1995 FD1  | Hauptgürtel              |
| 0(8213) 1995 FE   | Hauptgürtel              |
| 0(9889) 1995 FG1  | Hauptgürtel              |
| (15357) 1995 FM   | Hauptgürtel              |
| (10858) 1995 FT   | Hauptgürtel              |
| (11591) 1995 FV   | Hauptgürtel              |
| 0(6427) 1995 FY   | Hauptgürtel              |
| 0(8215) 1995 FZ   | Hauptgürtel              |
| (19259) 1995 GB   | Hauptgürtel              |
| (13621) 1995 GC7  | Hauptgürtel              |
| (10576) 1995 GF   | Hauptgürtel              |
| (10859) 1995 GJ7  | Hauptgürtel              |
| 0(9789) 1995 GO7  | Hauptgürtel              |
| (19260) 1995 GT   | Hauptgürtel              |
| (12783) 1995 GV   | Hauptgürtel              |
| 0(9412) 1995 GZ8  | Hauptgürtel              |
| (11594) 1995 HP   | Hauptgürtel              |
| (14038) 1995 HR   | Hauptgürtel              |
| (15839) 1995 JH1  | Hauptgürtel              |
| (17598) 1995 KE2  | Hauptgürtel              |
| (15840) 1995 KH1  | Hauptgürtel              |
| (11597) 1995 KL1  | Hauptgürtel              |
| (14039) 1995 KZ1  | äußerer Hauptgürtel      |
| 0(8893) 1995 KZ   | Hauptgürtel              |
| (10860) 1995 LE   | Amor-Typ                 |
| (10578) 1995 LH   | Marsbahnkreuzer          |
| (19261) 1995 MB   | Hauptgürtel              |
| (19262) 1995 OB1  | Hauptgürtel              |
| 0(9790) 1995 OK8  | Jupiter-Trojaner         |
| 0(7310) 1995 OL1  | Hauptgürtel              |
| (17599) 1995 ON4  | Hauptgürtel              |
| 0(8714) 1995 OT   | Hauptgürtel              |
| (10580) 1995 OV   | Hauptgürtel              |
| 0(8715) 1995 OX1  | Hauptgürtel              |
| (12402) 1995 PK   | Hauptgürtel              |
| 0(8894) 1995 PV   | Hauptgürtel              |
| (13153) 1995 QC3  | Marsbahnkreuzer          |
| (12403) 1995 QD3  | Hauptgürtel              |
| (10862) 1995 QE2  | Hauptgürtel              |
| (12784) 1995 QE3  | Hauptgürtel              |
| 0(8896) 1995 QG2  | Hauptgürtel              |
| 0(9085) 1995 QH2  | Hauptgürtel              |
| (13152) 1995 QK   | Hauptgürtel              |
| 0(8559) 1995 QM2  | Hauptgürtel              |
| (11599) 1995 QR   | Hauptgürtel              |
| (12404) 1995 QW3  | Hauptgürtel              |
| 0(9086) 1995 SA3  | Hauptgürtel              |
| (13155) 1995 SB1  | Hauptgürtel              |
| (18465) 1995 SB34 | Hauptgürtel              |
| (19265) 1995 SD24 | Hauptgürtel              |
| (11601) 1995 SE4  | Hauptgürtel              |
| (19264) 1995 SE10 | Hauptgürtel              |
| (18464) 1995 SK23 | Hauptgürtel              |
| 0(8562) 1995 SK53 | Hauptgürtel              |
| (11327) 1995 SL2  | Hauptgürtel              |
| (16710) 1995 SL20 | Hauptgürtel              |
| (17604) 1995 SO26 | Hauptgürtel              |
| (16708) 1995 SP1  | Hauptgürtel              |
| (12413) 1995 SQ29 | Hauptgürtel              |
| (17605) 1995 SR26 | Hauptgürtel              |
| (11979) 1995 SS5  | Hauptgürtel              |
| (17601) 1995 SS   | innerer Hauptgürtel      |
| (17606) 1995 ST53 | Hauptgürtel              |
| (12785) 1995 ST   | Hauptgürtel              |
| (18466) 1995 SU37 | Hauptgürtel              |
| (12786) 1995 SU   | Hauptgürtel              |
| 0(7606) 1995 SV2  | Hauptgürtel              |
| (18463) 1995 SV16 | Hauptgürtel              |
| (16712) 1995 SW29 | Hauptgürtel              |
| (15842) 1995 SX2  | Hauptgürtel              |
| 0(8899) 1995 SX29 | Hauptgürtel              |
| 0(9890) 1995 SY2  | Hauptgürtel              |
| 0(7712) 1995 TB1  | Hauptgürtel              |
| (19267) 1995 TB8  | Hauptgürtel              |
| (12417) 1995 TC8  | Hauptgürtel              |
| (13623) 1995 TD   | Hauptgürtel              |
| (19266) 1995 TF1  | Hauptgürtel              |
| (11603) 1995 TF   | Hauptgürtel              |
| (48639) 1995 TL8  | Transneptunisches Objekt |
| (12416) 1995 TS   | Hauptgürtel              |

### 1995 U bis Z
| U bis WM          | U bis WM    |
| Nummer und Name   | Orbittyp    |
| ----------------- | ----------- |
| 0(7534) 1995 UA7  | Hauptgürtel |
| (14043) 1995 UA45 | Hauptgürtel |
| 0(9214) 1995 UC6  | Hauptgürtel |
| 0(9089) 1995 UC7  | Hauptgürtel |
| 0(8718) 1995 UC8  | Hauptgürtel |
| (13626) 1995 UD4  | Hauptgürtel |
| 0(7533) 1995 UE6  | Hauptgürtel |
| (18468) 1995 UE8  | Hauptgürtel |
| (17616) 1995 UE15 | Hauptgürtel |
| (13158) 1995 UE   | Hauptgürtel |
| (11982) 1995 UF6  | Hauptgürtel |
| (11983) 1995 UH6  | Hauptgürtel |
| (17610) 1995 UJ1  | Hauptgürtel |
| 0(8901) 1995 UJ4  | Hauptgürtel |
| 0(7357) 1995 UJ7  | Hauptgürtel |
| (16717) 1995 UJ8  | Hauptgürtel |
| (11106) 1995 UK3  | Hauptgürtel |
| 0(8902) 1995 UK4  | Hauptgürtel |
| (13161) 1995 UK6  | Hauptgürtel |
| 0(6803) 1995 UK7  | Hauptgürtel |
| (12792) 1995 UL6  | Hauptgürtel |
| 0(9647) 1995 UM8  | Hauptgürtel |
| (12791) 1995 UN4  | Hauptgürtel |
| (13625) 1995 UP3  | Hauptgürtel |
| (12419) 1995 UP4  | Hauptgürtel |
| (17613) 1995 UP7  | Hauptgürtel |
| (15844) 1995 UQ5  | Hauptgürtel |
| (19269) 1995 UQ11 | Hauptgürtel |
| (17609) 1995 UR   | Hauptgürtel |
| (13160) 1995 US4  | Hauptgürtel |
| (12422) 1995 US8  | Hauptgürtel |
| 0(8563) 1995 US   | Hauptgürtel |
| (12420) 1995 UT4  | Hauptgürtel |
| (17614) 1995 UT7  | Hauptgürtel |
| (13159) 1995 UW3  | Hauptgürtel |
| 0(9213) 1995 UX5  | Hauptgürtel |
| (16716) 1995 UX6  | Hauptgürtel |
| (18470) 1995 UX44 | Hauptgürtel |
| (18471) 1995 UZ45 | Hauptgürtel |
| (12795) 1995 VA2  | Hauptgürtel |
| (14943) 1995 VD19 | Hauptgürtel |
| 0(9415) 1995 VE   | Hauptgürtel |
| (13164) 1995 VF   | Hauptgürtel |
| (12425) 1995 VG2  | Hauptgürtel |
| (19271) 1995 VG13 | Hauptgürtel |
| (11985) 1995 VG   | Hauptgürtel |
| (12794) 1995 VL   | Hauptgürtel |
| (12424) 1995 VM   | Hauptgürtel |
| (17618) 1995 VO   | Hauptgürtel |
| (13627) 1995 VP1  | Hauptgürtel |
| (11986) 1995 VP   | Hauptgürtel |
| (14044) 1995 VS1  | Hauptgürtel |
| (19270) 1995 VS8  | Hauptgürtel |
| (11110) 1995 VT1  | Hauptgürtel |
| (17619) 1995 VT   | Hauptgürtel |
| (14045) 1995 VW1  | Hauptgürtel |
| (15847) 1995 WA2  | Hauptgürtel |
| (18477) 1995 WA11 | Hauptgürtel |
| (13635) 1995 WA42 | Hauptgürtel |
| 0(8565) 1995 WB6  | Hauptgürtel |
| (11988) 1995 WB   | Hauptgürtel |
| (13167) 1995 WC5  | Hauptgürtel |
| (17621) 1995 WD1  | Hauptgürtel |
| (13629) 1995 WD2  | Hauptgürtel |
| (14046) 1995 WE5  | Hauptgürtel |
| (13628) 1995 WE   | Hauptgürtel |
| (16721) 1995 WF3  | Hauptgürtel |
| (16722) 1995 WG7  | Hauptgürtel |
| (12429) 1995 WH7  | Hauptgürtel |
| (11329) 1995 WJ2  | Hauptgürtel |
| (12428) 1995 WJ5  | Hauptgürtel |
| (11991) 1995 WK7  | Hauptgürtel |
| (12797) 1995 WL4  | Hauptgürtel |
| (13631) 1995 WL5  | Hauptgürtel |
| (12427) 1995 WM3  | Hauptgürtel |
| (11990) 1995 WM6  | Hauptgürtel |
| (18475) 1995 WM7  | Hauptgürtel |

| WN bis Z          | WN bis Z            |
| Nummer und Name   | Orbittyp            |
| ----------------- | ------------------- |
| (11989) 1995 WN5  | Hauptgürtel         |
| 0(7676) 1995 WN8  | Hauptgürtel         |
| 0(9217) 1995 WN   | Hauptgürtel         |
| (13630) 1995 WO3  | Hauptgürtel         |
| 0(9219) 1995 WO8  | Hauptgürtel         |
| (19272) 1995 WO15 | Hauptgürtel         |
| (17623) 1995 WO42 | Hauptgürtel         |
| (13632) 1995 WP8  | Hauptgürtel         |
| (18476) 1995 WR7  | Hauptgürtel         |
| (13165) 1995 WS1  | Hauptgürtel         |
| (14048) 1995 WS7  | Hauptgürtel         |
| 0(9095) 1995 WT2  | Hauptgürtel         |
| (18478) 1995 WT15 | Hauptgürtel         |
| (16720) 1995 WT   | Hauptgürtel         |
| (13166) 1995 WU1  | Hauptgürtel         |
| 0(7535) 1995 WU2  | Hauptgürtel         |
| (11608) 1995 WU4  | Hauptgürtel         |
| 0(9218) 1995 WV2  | Hauptgürtel         |
| (18474) 1995 WV3  | Hauptgürtel         |
| (11114) 1995 WV5  | Hauptgürtel         |
| 0(8910) 1995 WV42 | Hauptgürtel         |
| (17622) 1995 WW2  | Hauptgürtel         |
| (11113) 1995 WW3  | Hauptgürtel         |
| 0(6840) 1995 WW5  | Hauptgürtel         |
| (14503) 1995 WW42 | Hauptgürtel         |
| (11607) 1995 WX1  | Hauptgürtel         |
| 0(7609) 1995 WX3  | Hauptgürtel         |
| (16723) 1995 WX8  | Hauptgürtel         |
| 0(8908) 1995 WY6  | Hauptgürtel         |
| (13634) 1995 WY41 | Hauptgürtel         |
| (17620) 1995 WY   | Hauptgürtel         |
| 0(7792) 1995 WZ3  | Hauptgürtel         |
| (12798) 1995 WZ4  | Hauptgürtel         |
| (11330) 1995 WZ6  | Hauptgürtel         |
| (19274) 1995 XA1  | Hauptgürtel         |
| (12430) 1995 XB2  | Hauptgürtel         |
| (19275) 1995 XF1  | Hauptgürtel         |
| (14049) 1995 XH1  | Hauptgürtel         |
| (11992) 1995 XH   | Hauptgürtel         |
| (11610) 1995 XJ1  | Hauptgürtel         |
| (19273) 1995 XJ   | Hauptgürtel         |
| 0(9220) 1995 XL1  | Hauptgürtel         |
| (18479) 1995 XR   | Hauptgürtel         |
| (13169) 1995 XS1  | Hauptgürtel         |
| (19276) 1995 XS4  | Hauptgürtel         |
| (11609) 1995 XT   | Hauptgürtel         |
| (11993) 1995 XX   | Hauptgürtel         |
| (11995) 1995 YB1  | Hauptgürtel         |
| 0(8913) 1995 YB2  | äußerer Hauptgürtel |
| (18484) 1995 YB3  | Hauptgürtel         |
| (18480) 1995 YB   | Hauptgürtel         |
| (11996) 1995 YC1  | Hauptgürtel         |
| 0(7793) 1995 YC3  | Hauptgürtel         |
| (19279) 1995 YC4  | äußerer Hauptgürtel |
| (19277) 1995 YD   | Hauptgürtel         |
| (12803) 1995 YF   | Hauptgürtel         |
| (14050) 1995 YH1  | Hauptgürtel         |
| (14052) 1995 YH3  | Hauptgürtel         |
| (18481) 1995 YH   | Hauptgürtel         |
| (12804) 1995 YJ3  | Hauptgürtel         |
| (15848) 1995 YJ4  | Hauptgürtel         |
| (12805) 1995 YL23 | Hauptgürtel         |
| (14945) 1995 YM3  | Hauptgürtel         |
| 0(9222) 1995 YM   | Hauptgürtel         |
| (11613) 1995 YN4  | Hauptgürtel         |
| (19278) 1995 YN   | Hauptgürtel         |
| (13637) 1995 YO3  | Hauptgürtel         |
| (18482) 1995 YO   | Hauptgürtel         |
| (11994) 1995 YP   | Hauptgürtel         |
| (11611) 1995 YQ   | Hauptgürtel         |
| (13636) 1995 YS2  | Hauptgürtel         |
| (14053) 1995 YS25 | Hauptgürtel         |
| (14944) 1995 YV   | Hauptgürtel         |
| (13170) 1995 YX   | Hauptgürtel         |
| (14051) 1995 YY1  | Hauptgürtel         |
| (18483) 1995 YY2  | Hauptgürtel         |